# Haloa – Praznik kurvi (1988.)
Haloa – Praznik kurvi, hrvatski dugometražni film iz 1988. godine.